# Széchényi Manó
Sárvár-felsővidéki gróf Széchényi Manó (Emánuel) István Károly Mária (Sopron, 1858. július 30. – Senyefa, ma Szombathely városrésze, 1926. december 29.) őfelsége, a király személye körüli miniszter, diplomata, a Szuverén Máltai Lovagrend díszlovagja, császári és királyi kamarás, az I. osztályú Vaskorona- és a Lipót-rend lovagja, titkos tanácsos.

## Élete
Széchényi Kálmán gróf (1824–1914), valóságos belső titkos tanácsos, az iváni családi hitbizományok birtokosa és Grünne Karolina grófnő (1832–1911), csillagkeresztes hölgy legfiatalabbik, ötödik gyermeke. Tanulmányait a soproni bencések gimnáziumában végezte, majd a bécsi egyetemen hallgatott jogot.
Tanulmányai végeztével attasé lett a berlini nagykövetségen, melynek élén ekkoriban unokabátyja, Széchényi Imre állt. Két év múlva átkerült Rómába, hol két évig az olasz királyi udvarnál, majd a Vatikánnál lévő nagykövetségénél volt beosztva. 1887-ben tiszteletbeli követségi titkárrá nevezték ki. 1889-ben Konstantinápolyba került, honnan megrendült egészsége miatt és birtokai ügyei miatt 1893-ban hazatért. Diplomáciai pályáját két év múlva, 1895-ben folytatta az athéni nagykövetségen. Egy év múlva már követségi titkár volt. 1897-ben a görög–török háború kitörésekor, az akkori athéni osztrák–magyar nagykövet, Kosjek meghalt, és Széchényi nyolc hónapon keresztül önállóan működött. Szerepet játszott a béketárgyalások lefolytatásában, amelyért Lipót-renddel jutalmazta az uralkodó. Nemsokára nagykövetségi első tanácsossá nevezték ki, és a szentpétervári nagykövetségre került. Munkájáért II. Miklós cár a Szaniszló-rend nagykeresztjével tüntette ki.
1898. november elsején a király személye körüli minisztérium államtitkári székében kapott meghívást. Innen pár hét elteltével került a miniszteri székbe, 1898. december 20-ától előbb a Bánffy-, majd annak lemondását (1899) követően a Széll-kormányban a király személye körüli miniszter, 1900. március 7-ei lemondásáig.

## Családja
1907. november 11-én, Győrben feleségül vette Maria Theresia Revertera von Salandra grófnőt, gyermekük nem született.